# عقربة (السفيرة)
عقربة قرية سوريّة تتبع إداريّاً لمحافظة حلب منطقة السفيرة ناحية مركز السفيرة، بلغ تعداد سكانها 2,261 نسمة حسب التعداد السكاني لعام 2004.